# Julius Baedeker

Julius Baedeker

Julius Baedeker (* 21. August 1821 in Essen; † 22. November 1898 ebenda) war ein deutscher Verleger, Buchhändler und Redakteur. Er war Sohn von Gottschalk Diedrich Baedeker, Gründer des G. D. Baedeker Verlags und Stadtrat in Essen.

## Leben und Wirken

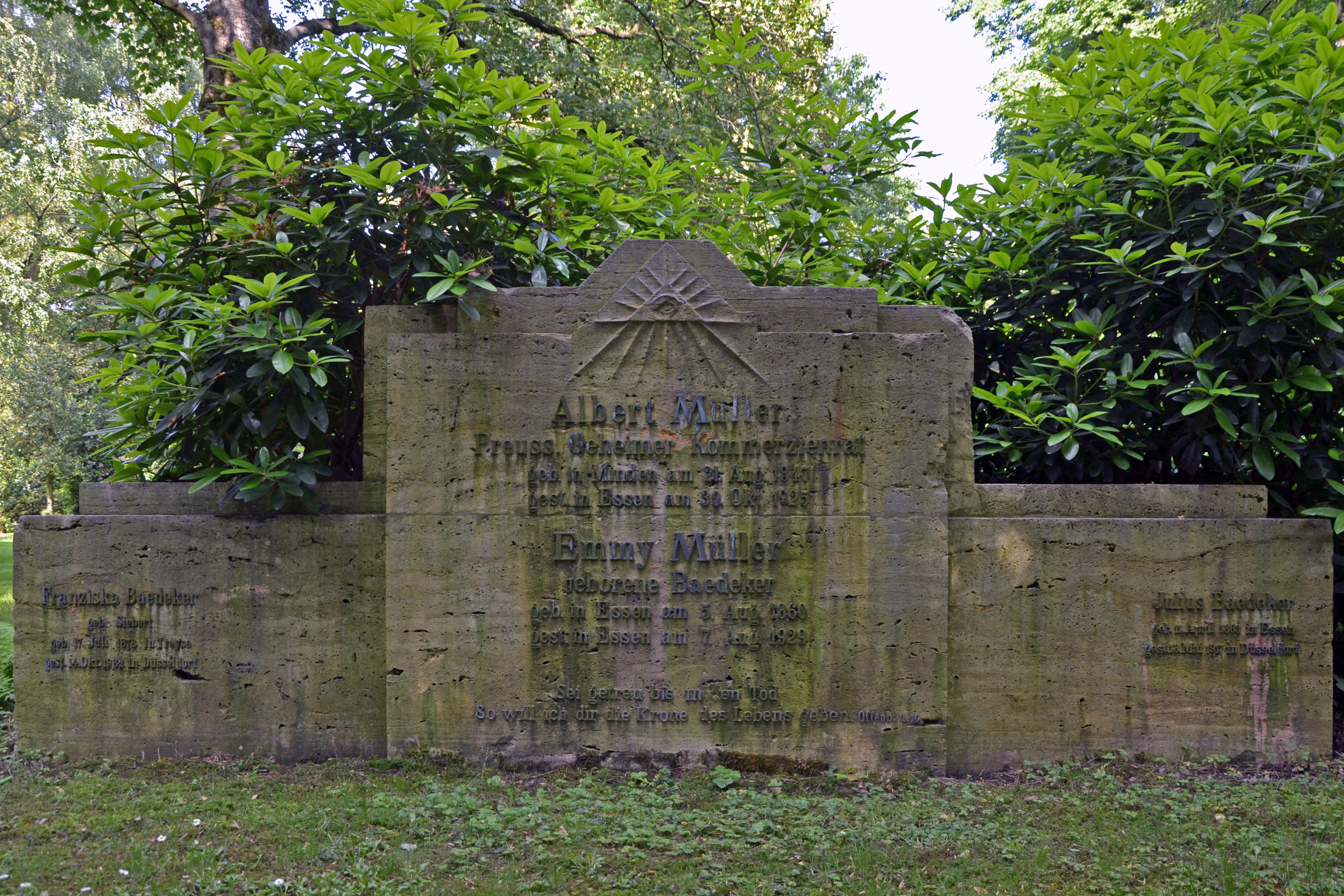
Grabmal als Teil des Grabes seines Schwiegersohnes Albert Müller auf dem Essener Ostfriedhof

Julius Baedeker machte nach dem Schulbesuch eine Buchhändlerlehre bei seinem ältesten Bruder Karl Baedeker in Koblenz, Gründer und Autor der Baedeker-Reiseführer. Er war Mitglied der Schülerverbindung Euterpier und wurde 1841 Mitglied des Bonner Wingolf. Julius übernahm 1844 zusammen mit seinem Bruder Eduard (1817–1879) das elterliche Geschäft, den G. D. Baedeker Verlag in Essen, der sich aus Buchhandlung, Buchverlag und Druckerei zusammensetzte und infolge um weitere Zweige erweitert wurde. Julius Baedeker heiratete 1849 Berta geborene Barth (* 29. Dezember 1826; † 4. Oktober 1856) und 1859 in zweiter Ehe Clara, geborene Wilberg (* 1837; † 1923).
Julius interessierte sich insbesondere für pädagogische Autoren. Zudem förderte er unter anderem die Herausgabe der Zeitschrift für die gesamte Naturwissenschaft, des Berg- und Hüttenkalenders sowie des Ingenieurkalenders. Zudem war er verantwortlicher Redakteur der Allgemeinen Politischen Nachrichten, die von 1860 bis 1882 die Essener Zeitung und ab 1883 bis 1944, nach Verschmelzung mit der Westfälischen Zeitung, die Rheinisch-Westfälische Zeitung war. Dieses Blatt war bereits 1738 als Neueste Essendische Nachrichten von Staats- und Gelehrtensachen gegründet worden. Julius Baedeker war bis 1883 Leiter der Zeitung und  bis 1894 Leiter des Verlages.
Julius Baedeker wurde auf dem Friedhof am Kettwiger Tor beigesetzt. Als dieser 1955 aus städtebaulichen Gründen aufgegeben worden war, wurde sein Grab als Teil des Grabes seines Schwiegersohnes, dem Bankier und Geheimen Kommerzienrat Albert Müller auf den Essener Ostfriedhof überführt. Dieser hatte 1882 Julius’ Tochter Emmy Baedeker in Essen geheiratet.